# Generación perdida (álbum)
Generación Perdida es el segundo álbum de estudio del grupo peruano de punk rock 6 Voltios. Este disco contiene 16 canciones y un tema extra. Está considerado como uno de los discos que les dio más fama, a pesar de que todavía no contaban con una empresa discográfica.

## Lista de canciones
Todas las canciones escritas y compuestas por 6 Voltios. 
| N.º | Título                  | Duración |  |
| 1.  | «Madurar»               | 3:43     |  |
| 2.  | «Desde que te conocí»   | 2:20     |  |
| 3.  | «Jugando con fuego»     | 2:30     |  |
| 4.  | «Desequilibrado»        | 3:43     |  |
| 5.  | «Televisión»            | 2:49     |  |
| 6.  | «Generación perdida»    | 3:00     |  |
| 7.  | «Dando vueltas»         | 3:01     |  |
| 8.  | «Virgen»                | 3:09     |  |
| 9.  | «El sol volverá»        | 2:31     |  |
| 10. | «Qué huevada»           | 2:35     |  |
| 11. | «En el olvido»          | 2:51     |  |
| 12. | «Princesa»              | 4:17     |  |
| 13. | «Perdiendo la guerra»   | 2:31     |  |
| 14. | «ARPG»                  | 2:43     |  |
| 15. | «No hay voluntad»       | 2:37     |  |
| 16. | «Chicas tontas»         | 2:38     |  |
| 17. | «Vainilla (tema extra)» |          |  |

## Créditos
- Alexis Korfiatis – voz y guitarra
- Emilio Bruce – bajo y coros
- Mauricio Llona – batería y coros